# Jean-Marie Landriève des Bordes
Jean-Marie Landriève des Bordes, né à Aubusson le 13 août 1712 et mort le 21 mai 1778 à  Artannes, est un administrateur colonial français.

## Biographie
Jean-Marie Landriève des Bordes est le fils de Gabriel-Alexis Des Bordes Landriève, président au siège de Marche, et de Marguerite Mercier, il arrive au Canada au cours des années 1730. En 1740, il est commis au contrôle dans les magasins du roi à Montréal. Le ministre Jean-Frédéric Phélypeaux de Maurepas lui accorde un brevet d'écrivain ordinaire du roi en 1748 et est nommé écrivain principal à Détroit en 1751 à la demande de l'intendant François Bigot.
En 1752, Landriève reçoit une commission de subdélégué de l’intendant pour ce même poste en remplacement de Robert Navarre, et deux ans plus tard, Landriève est rappelé à Québec pour assurer le détail des troupes pour les gouvernements de Québec et Trois-Rivières à la place de Jacques-Michel Bréard. Homme de confiance de l'intendant, celui-ci le charge de la visite et de la surveillance des forts des pays d'en haut depuis La Présentation jusqu’au fort Duquesne, visite qu’il entreprend en 1755, avant de prendre les fonctions de commissaire au fort Carillon en 1758.
Après la conquête anglaise, Landriève est choisi par le gouverneur Pierre de Rigaud de Vaudreuil pour assumer la fonction de commissaire chargé de veiller sur les affaires du roi dans la colonie. Il y entretenu des très bons rapports avec les autorités anglaises.
En 1769, Jean-Marie Landriève des Bordes obtient du roi un brevet de commissaire de la Marine.
L'année suivante, il quitte Paris et se retire sur sa terre à Artannes, où il acquit le château de Méré et y termine sa vie.
Il avait épousé Marie Gilles de Chaussegros de Léry, fille de Gaspard-Joseph Chaussegros de Léry (1682-1756) et de Marie-Renee Le Gardeur de Beauvais.
Il donna son nom à la municipalité de Landrienne et à la rivière Landrienne.